# Svensk romani
Svensk romani är i Sverige namnet på ett språk som talas av resandefolket. 
Språket liknar norsk romani och bägge kallas även rommani rakripa. Samlingsbeteckning är skando-romani. Detta språk, som talats i Sverige möjligen sedan tidigt 1500-tal, har varit hemligt för icke-resande och många resande har idag glömt språket. Nyare studier visar att språket är en direkt fortsättning på de romanidialekter som talas på kontinenten, framför allt sinte-manouche (Tyskland-Frankrike) samt kalé-dialekten i Finland. Grammatiken har till största del ersatts av svenskans grammatik, även om ett antal språkliga strukturer i svensk romani ej återfinns i svenska. Svensk romani är alltså i högsta grad ett självständigt språk, inte en dialekt av svenska, som angivits i äldre studier. Det specifika ordförrådet (som är relativt litet) motsvarar till 80-90% den kontinentala romanins, dock med hög andel tyska lånord. Huruvida detta språk ansetts vara ett folkspråk eller ett sociolektiskt språk (liknande sotarspråk, knallarspråk med flera) har varit avgörande för synen på resandefolket såsom självständig etnisk minoritet eller social grupp. Sedan 1999 är de i Sverige nationell minoritet.
Romanispråket hålls ofta inom släkten och brukar inte talas utanför familjen. 

## Romanins spridning
Svensk romani tillhör det som enligt somliga forskare kallas stratum I, det vill säga den första spridningsvågen över Europa under medeltiden:
Stratum ett inkluderar de äldsta dialekterna: mechkari, kabuji, xanduri, drindari, erli, arli, bugurji, mahajeri, ursari (rićhinari), spoitori (xoraxane), karpatichi, polska roma, kaale (från Finland), sinto-manush, skandoromani (svensk-romani) och den så kallade baltiska dialekten.
Stratum två omfattar chergari, gurbeti, jambashi, fichiri, filipiji och en undergrupp av vlax-dialekter i Rumänien och Bulgarien.
Stratum tre omfattar resten av de så kallade vlax-dialekterna, inklusive kalderash, lovari, machvano.

## Blandade språk
Några romer har utvecklat blandade språk när de vistats flera hundra år i samma land, däribland:
- Calo eller iberisk romani, som använder det romska ordförrådet och de lokala romanska språkens grammatik, såsom portugisisk, spansk, occitansk och katalansk romani.
- Romungro eller ungersk romani i Ungern.
- Romani lomavren eller armenisk romani i Armenien.
- Angloromani eller engelsk romani på Brittiska öarna.
- Scandoromani (norsk romani eller svensk romani) på den Skandinaviska halvön.
- Romano-grekiska eller grekisk romani i Grekland.
- Romani romano-serbiska eller serbisk romani.
- Boyash, en dialekt av rumänska med ungerska och romska lånord.
- Sinti-manouche-sinti, sinter-manouche-sinternas, är romani med tysk grammatik.

## Ord från romani i svenskan
Några ord med romani-ursprung har tagit sig in som lånord i svenskan. Ett exempel är tjej, flicka, av romani tjaj, tjej som betyder flicka/dotter. Andra lånord är jycke (av romani joklli - hund), lattjo (av romani lattjo - bra/snäll/god).
På svenska har ord som pröjsa (av romani prejsa' - betala), kirra (av romani kera - göra) och vischan (av romani vesj - skog) fått en slang-karaktär som de inte har i ursprungsspråket svensk romani.[källa behövs]
Muck, mucka, vilket betyder frigjort (mukka - vara fri, mukkipa - frihet, besläktat med sanskrittermen moksha, befrielse (från återfödelse), inom hinduismen och buddhismen), kommer från romani.
Fler romani-ord i svenskan är tutte (bröst), pava (flaska), tjalla (anmäla, förvarna), gola (tjuta), tjuring (kniv), beckna (sälja) och tji (nej, inte).